# Olympique du Kef
Maillots
L'Olympique du Kef (arabe : أولمبيك الكاف) est un club tunisien de football fondé en 1922 et basé dans la ville du Kef.
Il évolue durant la saison 2014-2015 en Ligue II avant d'être promu durant une saison en Ligue I. Il joue au stade du Kef qui a une capacité de 9 000 places.

## Histoire

### Début du football au Kef
En 1914, les colons français créent la Française du Kef qui se contente de disputer des matchs amicaux avant de s'affilier officiellement en 1923. Ses premiers licenciés sont tous Français : Léon Chalanconnet, Esprit Latour, Marcel Sudrao, Octave D'Ortole, Louis Donarche, Paul Bousquel, Cyprien Alcoffe, Jean Ponties, Yves Ollivier, Paul Petit, Paul Lebegue et Henri Bernais. Le club évolue au sein du district de la Medjerda à côté de la Medjerda Sport de Medjez el-Bab, du Sporting Club de Tabarka, de l'Union sportive de Souk El Arbâa, du Stade sportif de Bou Arada, du Club sportif des cheminots de  Gaâfour, de l'Étoile bleue de Ghardimaou, du Football Club de Sbeïtla et des deux équipes de Souk El Khemis (Union sportive khemissienne et Jeunesse sportive musulmane khemissienne).
Il arrive difficilement à subsister et ses meilleurs joueurs le quittent régulièrement. Les journaux de l'époque citent Sayes et Ben Ghazi qui ont rejoint l'Espérance sportive de Tunis et Magid, Bernasconi et Robert Guerand qui ont évolué au Racing Club de Tunis.
En 1922, les Tunisiens créent leur propre association, l'Étoile sportive du Kef (ESK), association nationaliste et purement tunisienne par la volonté de Brahim Ben Moussa. Elle compte pratiquer deux sports : le football et le cross. Toutefois, la nouvelle équipe, confrontée à l'hostilité de l'administration coloniale, est obligée de se contenter de quelques rencontres amicales face à des équipes voisines (Tébessa, Souk Ahras, Tabarka, etc.). En effet, les Français vont l'éclipser en dotant la Française du Kef d'un terrain complètement équipé.

### Parcours
En 1945, l'Étoile sportive du Kef renaît sous le nom de la Jeunesse sportive keffoise avec le soutien et la sollicitude du Néo-Destour, alors qu'un groupe de colonisateurs crée l'Association sportive keffoise (ASK). En 1946, l'ESK, qui a repris ses activités après la Seconde Guerre mondiale, adopte le nom d'Olympique du Kef, alors que l'ASK disparaît faute de moyens. L'Olympique s'engage officiellement tout en accueillant les rescapés de la Française du Kef. Dès sa première saison, en 1947-1948, il remporte le championnat de 5e division (poule Medjerda) contre une autre équipe keffoise, la Jeunesse sportive keffoise. L'équipe est alors constituée comme suit : Azzouz - Taïeb, Smith - Viengeot, Auger, El Hédi - Willy, Kaddour, Italo Perin, Luzeo et Abdallah. En 1948, l'équipe acquiert plus de force en fusionnant avec la Jeunesse sportive keffoise et en devenant la seule équipe de la ville. Cependant, l'élan de Horts Wunsche, Naceur Hajjouni, Ridha Mechri, Mohamed Gomri, Noureddine Chedly, Taïeb Romdhan, Mohamed Essalah, Ezzedine Ben Hassine, Mohamed Ben Abdallah et Tahar Béji est stoppé par l'arrêt des compétitions en 1952. L'équipe déclare forfait lors de la reprise du championnat en 1953-1954 et se trouve obligée de tout reprendre à zéro. Elle le fait si brillamment qu'elle réalise un excellent parcours en coupe de Tunisie en 1956, avec le gardien de but Mohamed Tahar Ben Ammar, alias Gayoum, et les joueurs Ahmed Mansour, Noureddine Ben Jilani, Ali Ben Ahmed, Georges Biolchini, Abdellatif Ghord, Ridha Mechri et Charles Bernasconi. Elle accède pour la première fois en division nationale en 1958. Le comité directeur qui a favorisé cette accession est le suivant :
- Abdelhamid Béji : président ;

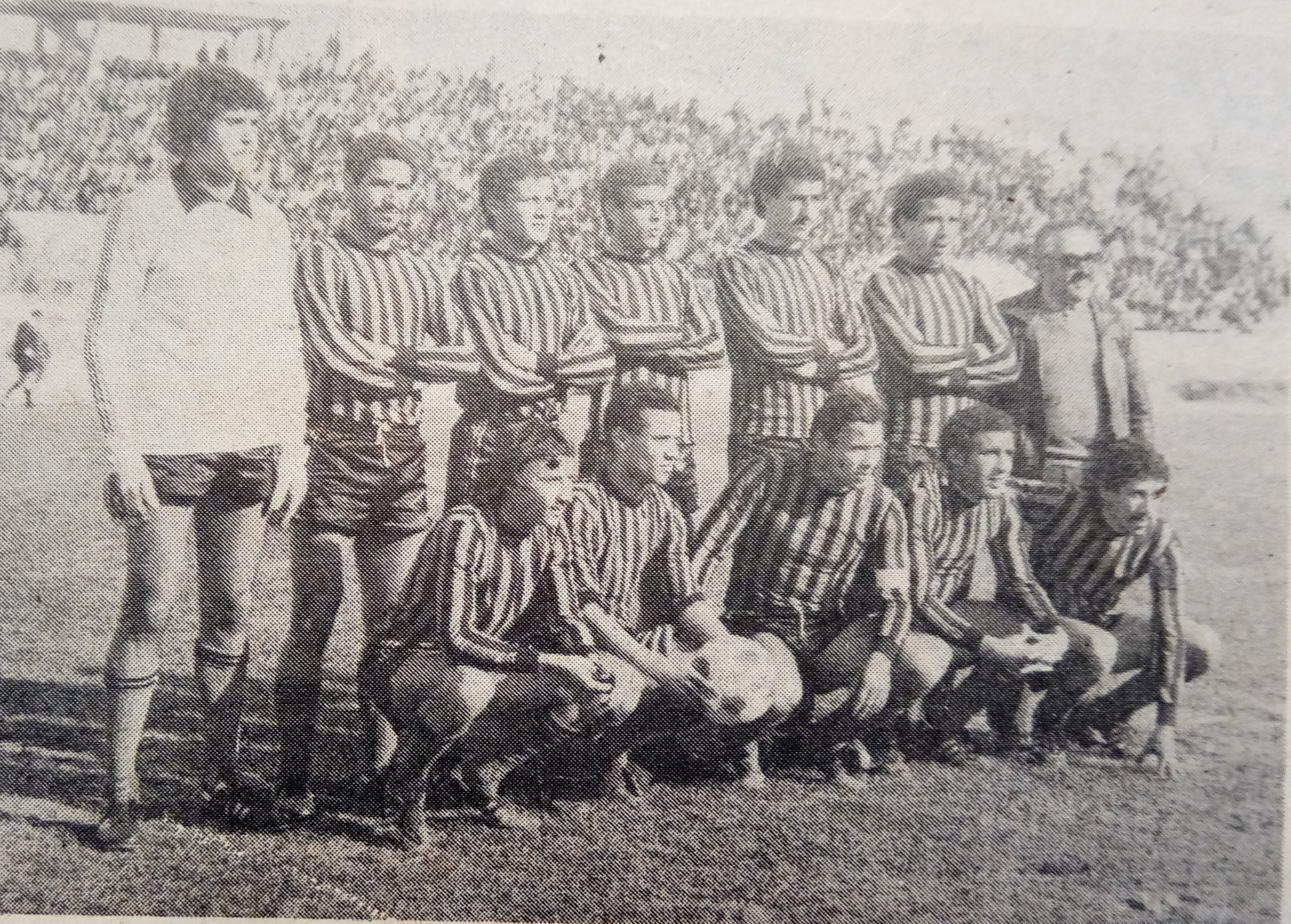
Équipe en 1980.

- Charles Bernasconi et Kaddour Goudil : vice-présidents ;
- Ahmed Rehouma : secrétaire général ;
- Mokhtar Ben Arfa : secrétaire général adjoint ;
- Elie Allali : trésorier ;
- Hassen Trad : trésorier adjoint ;
- Noureddine Ben Jilani, Hamadi Haj Salem, Mahmoud Ben Salah, Noureddine Ben Chedly, Salah Guelmami, Lakhdar Trad, Jacob Allali et Hédi Nemlaghi : assesseurs ;
- Angelo Scinto : directeur sportif.

## Écusson

Logo ancien.
Logo actuel.

## Palmarès et bilan

### Palmarès
| Compétitions nationales | Compétitions amicales                          |
| --- | ---------------------------------------------- |
| - Championnat de Tunisie de deuxième division (6) : - Champion : 1958, 1975, 1978, 1987, 1993, 2012 - Championnat de Tunisie de troisième division (poule Nord) (1) : - Champion : 2006 | - Coupe Hédi Chaker : - Finaliste : 1967, 1968 |

Le meilleur classement de l'équipe en coupe de Tunisie est la demi-finale en 1996.

### Bilan saison par saison
| Saison    | Ligue I | Ligue II | Ligue III | Ligue IV | Points | Journées | Victoires | Nuls | Défaites | Buts marqués | Buts encaissés | Meilleurs buteurs                    |
| 1993-1994 | 12e     |          |           |          | 20     | 26       | 07        | 06   | 13       | 22           | 36             | Imed Ayari (8 buts)                  |
| 1994-1995 | 6e      |          |           |          | 25     | 26       | 09        | 07   | 10       | 29           | 32             | Mourad Chebbi (11 buts)              |
| 1995-1996 | 12e     |          |           |          | 26     | 26       | 06        | 08   | 12       | 22           | 45             | Imed Ayari (6 buts)                  |
| 1996-1997 | 14e     |          |           |          | 11     | 26       | 02        | 05   | 19       | 13           | 47             | Farouk Jenhaoui (5 buts)             |
| 1997-1998 | 8e      |          |           |          | 06     | 14       | 01        | 03   | 10       | 05           | 17             | Tarek Touhami (3 buts)               |
| 1998-1999 | 5e      |          |           |          | 24     | 14       | 08        | 00   | 06       | 15           | 10             | Jonas Ogandaga (4 buts)              |
| 1999-2000 |         | 8e       |           |          | 25     | 22       | 07        | 04   | 11       | 28           | 30             | Imed Ayari (9 buts)                  |
| 2000-2001 |         | 10e      |           |          | 25     | 22       | 06        | 07   | 09       | 18           | 24             | Mourad Chebbi (5 buts)               |
| 2001-2002 |         | 9e       |           |          | 24     | 22       | 07        | 03   | 12       | 23           | 34             | Mohamed Mraïhi (4 buts)              |
| 2002-2003 |         | 9e       |           |          | 25     | 22       | 06        | 07   | 09       | 22           | 27             | Mohamed Mraïhi (7 buts)              |
| 2003-2004 |         | 11e      |           |          | 20     | 22       | 04        | 08   | 10       | 21           | 30             | Imed Ayari et Mourad Chebbi (4 buts) |
| 2004-2005 |         | 14e      |           |          | 21     | 26       | 05        | 06   | 15       | 24           | 33             | Khaled Ben Chaâban (9 buts)          |
| 2005-2006 |         |          | 1re       |          | 63     | 26       | 19        | 06   | 03       | 48           | 22             | Khaled Ben Chaâban (17 buts)         |
| 2006-2007 |         | 3e       |           |          | 40     | 26       | 11        | 07   | 08       | 30           | 24             | Bilel Ferchichi (11 buts)            |
| 2007-2008 |         | 11e      |           |          | 29     | 26       | 06        | 11   | 09       | 21           | 28             | Bilel Nasri (12 buts)                |
| 2008-2009 |         | 9e       |           |          | 30     | 26       | 07        | 09   | 10       | 23           | 29             | Didier Taïwo et Anis Gharbi (5 buts) |
| 2009-2010 |         | 10e      |           |          | 30     | 26       | 08        | 06   | 12       | 29           | 34             | Didier Taïwo (7 buts)                |
| 2010-2011 |         | 13e      |           |          | 30     | 26       | 07        | 09   | 10       | 23           | 26             | Mohamed Ayfia (4 buts)               |
| 2011-2012 |         | 1er      |           |          | 53     | 30       | 15        | 08   | 07       | 37           | 29             | Adnen Labidi (6 buts)                |

## Personnalités

### Présidents
- Abdelhamid Béji
- Tahar Bel-Almi
- Ridha Mechri
- 1977-1979 : Kamel Béji
- 1981-1982 : Kamel Béji
- 1986-1988 : Abderrahman Bouhrizi
- 1988-1989 : Kamel Bedioui
- 1989-1990 : Moncef Foudhaili
- 1990-1991 : Habib Kouki
- 1991-1996 : Kamel Béji
- 1996-1997 : Kamel Bannani
- 1997-1999 : Sahbi Tannoubi
- 1999-2001 : Abdessatar Dachraoui
- 2001-2004 : Kamel Béji
- 2004-2005 : Sahbi Tannoubi
- 2005-2006 : Slah Bedhiaf
- 2006-2008 : Sahbi Tannoubi
- 2008-2010 : Lotfi Zouita
- 2010-2011 : Néjib Hajri
- 2012-2014 : Riadh Moualhi
- 2014-2015 : Ahmed Laâbidi
- 2015-2021 : Riadh Moualhi
- 2021-202.. : Mounir Laabidi

### Entraîneurs
- 1958-1959 :  Ezzedine Ben Hassine
- 1961-1962 :  Abderrahmane Ibrir
- 1962-1964 :  Vincenzo Monaldi
- 1964-1965 :  Di Benedetto[Qui ?]
- 1965-1966 :  Vincenzo Monaldi
- 1966-1967 :  Mauro[Qui ?]
- 1967-1968 :  Noureddine Ben Mahmoud
- 1968-1969 :  Mokhtar Tlili[5]
- 1969-1971 :  Vincenzo Monaldi
- 1971-1972 :  Mokhtar Tlili
- 1972-1975 :  Ammar Ben Ahmed
- 1975-1976 :  Ozren Nedoklan (en)[5]
- 1976-1977 :  Ozren Nedoklan (en)[5] puis  Rejeb Sayeh
- 1977-1978 :  Ivanov[Qui ?] puis  Ayed El Kamel
- 1978-1980 :  Béchir Ben Mime
- 1980-1981 :  Béchir Ben Mime puis Mahmoud Ferchichi
- 1981-1982 :  Rejeb Sayeh
- 1982-1984 :  Hristo Panchev
- 1984-1985 :  Noureddine Ben Ammar puis Ali Nabli
- 1985-1986 :  Ali Nabli puis Jalel Ben Jilani
- 1986-1987 :  Jalel Ben Jilani
- 1987-1988 :  Jalel Ben Jilani puis  Stefan Aladzhov
- 1988-1989 :  Stefan Aladzhov puis  Habib Khamassi
- 1989-1990 :  Ammar Souayah puis Jalel Ben Jilani
- 1990-1991 :  Mohamed Salah Jedidi puis Ahmed Alaya puis Habib Khamassi
- 1991-1992 :  Béchir Ben Mime puis Rejeb Sayeh
- 1992-1993 :  Rejeb Sayeh (intérim de Jalel Ben Jilani)
- 1993-1994 :  Bouzid Cheniti
- 1994-1995 :  Bouzid Cheniti puis  Mahmoud Bacha puis Mokhtar Tlili
- 1995-1996 :  Ammar Souayah puis  Bouzid Cheniti
- 1996-1997 :  Jalel Ben Jilani puis Mokhtar Tlili
- 1997-1998 :  Nabil Maâloul puis Mouldi Khamassi et Mounir Ben Khemis
- 1998-1999 :  Mokhtar Tlili puis Khaled Hosny
- 1999-2000 :  Bouzid Cheniti  puis  Mouldi Khamassi
- 2000-2002 :  Mouldi Khamassi
- 2002-2003 :  Abdelaziz Khrouf  puis  Mounir Ben Khemis
- 2003-2004 :  Mohamed Abed puis Mahmoud Ouertani puis Jalel Ben Jilani puis Habib Khamassi
- 2004-2005 :  Rejeb Sayeh puis Jalel Ben Jilani
- 2005 :  Jalel Ben Jilani et Mounir Ben Khemis puis Fethi Ben Ghanem
- 2005-2006 :  Mohamed Jelassi[5]
- 2006-2008 :  Imed Ayari
- 2008-2009 :  Ali Ben Neji puis Mourad Chebbi puis Mounir Ben Khemis
- 2009-2010 :  Mounir Ben Khemis puis Abdeljelil Raouani puis Mourad Chebbi puis Rejeb Sayeh
- 2010-2011 :  Jalel Ben Jilani puis Ahmed Labiodh puis Lotfi Jebali
- 2011-2012 :  Lotfi Jebali puis Wissam Ben Khlifa
- 2012-2013 :  Mustapha Kioua[5] puis  Wissam Ben Khlifa[5] puis  Tarek Touhami
- 2013-2014 :  Imed Ayari puis Wissam Ben Khlifa
- 2014-2015 :  Mourad Chebbi puis Mounir Ben Khemis
- 2015-2016 :  Mounir Ben Khemis, Mourad Chebbi puis Wissam Ben Khlifa
- 2016-2017 :  Haykel Ayari
- 2017-? :  Imed Ayari
- 2018 :  Hakim Aoun[5]
- 2019 :  Hakim Aoun[5]
- 2019 :  Mokhtar Trabelsi[5]

## Honneurs individuels
- Khaled Ben Châabane, meilleur buteur de la Ligue III (poule Nord) en 2005-2006 avec 17 buts
- Mahmoud Tebourski, meilleur buteur de la Ligue I en 1978-1979
- Tarek Touhami, meilleur footballeur de la Ligue I en 1994-1995
- Imed Mejri, meilleur footballeur de la Ligue I en 1995-1996